# Stefan Sabinin

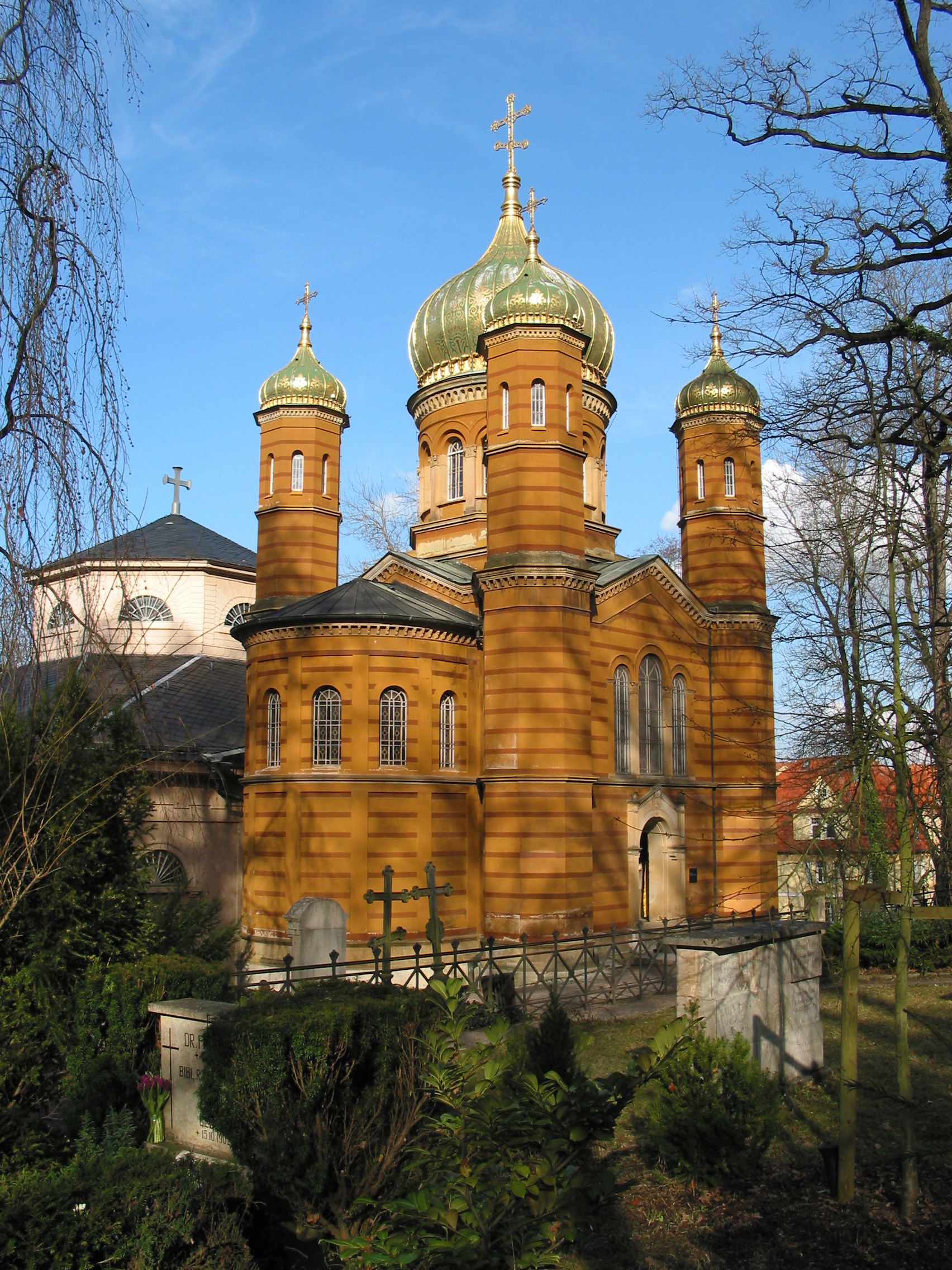
Russisch-Orthodoxe Kapelle

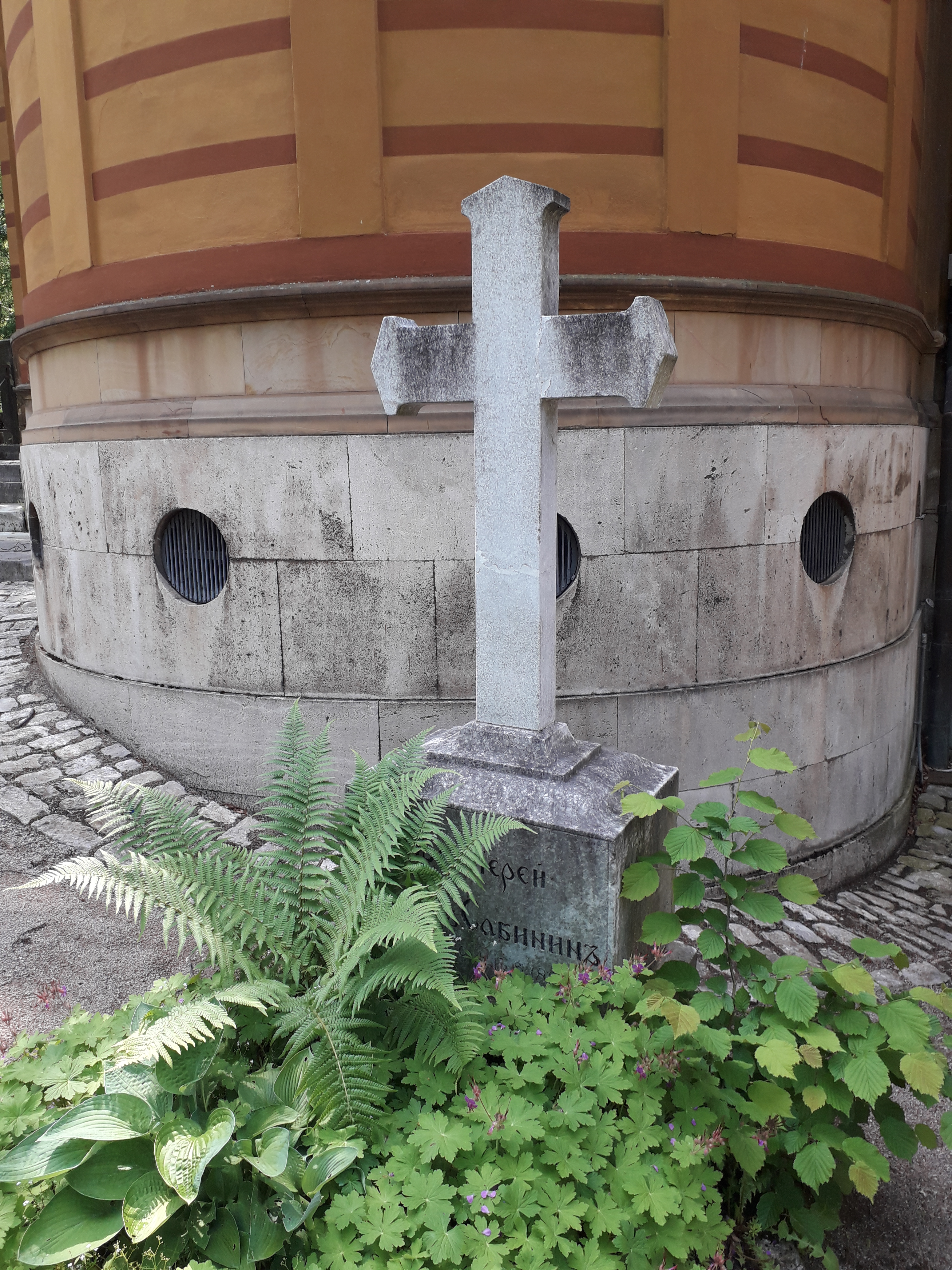
Grabstein Stefan Sabinins

Stefan Karpowitsch Sabinin (Стефа́н Ка́рпович Саби́нин; * 31. Dezember 1789 im Gouvernement Woronesch; † 15. Mai 1863 in Weimar) war russisch-orthodoxer Erzpriester in Weimar.

## Leben
Sabinin kam 1837 von Kopenhagen nach Weimar, wo er zum Beichtvater der Großherzogin Maria Pawlowna berufen wurde. Er war ihr letzter Beichtvater. Zuvor studierte er in St. Petersburg an der dortigen orthodoxen Predigerakademie. Seit 1838 war er Vorsteher der russisch-orthodoxen Gemeinde in Weimar. In seiner Eigenschaft als Erzpriester weihte er am 24. November 1862 die auf dem Historischen Friedhof unmittelbar hinter der Fürstengruft befindliche Russisch-Orthodoxe Kapelle ein. Ein halbes Jahr später verstarb er. Vor der Einweihung dieser Kapelle wurden die russischen Gottesdienste im Haus der Frau von Stein gehalten. Sabinin war ein Kenner alter Sprachen. Auch mit nordischen Sprachen kannte er sich so gut aus, dass er eine isländische Grammatik herausgeben konnte. Die Skandinavistik hatte ihn nicht vergessen. Mit seiner Tätigkeit bereicherte er die russisch-deutschen Beziehungen. Auch ist seine Übersetzung der Novellen von Alexander Puschkin ins Deutsche zu erwähnen. Sabinins Grab befindet sich an der Ostapsis der Kapelle.
Seine Tochter Martha von Sabinin (Ма́рфа Степа́новна Саби́нина) (1831–1892) wurde Pianistin und Komponistin. Sie nahm auch Klavierunterricht bei Clara Schumann.